# Мачуково
Мачу̀ково (на гръцки: Εύζωνοι, Евзони, до 1927 година катаревуса Ματσίκοβον, Мациковон, димотики Ματσίκοβο, Мациково) е село в Гърция, дем Пеония, област Централна Македония.

## География
Селото е на границата със Северна Македония и в него функционира граничен контролно-пропускателен пункт Мачуково – Богородица.

## История
В местността Тумба северозападно от Мачуково, над старото корито на Вардар, има праисторическа селищна могила, обявена в 1994 година за защитен археологически паметник.

### В Османската империя
В XIX век Мачуково е голямо българско село в Гевгелийска каза на Османската империя. Църквата „Успение Богородично“ в селото е дело на Андон Китанов. През 1870 година Кузман Шапкарев пише, че Мачюково има около 180 български къщи, църква и училище, жителите му са „чисти българи и с български дух“. Въпреки това по това време те все още не са успели да въведат български език като език на обучение в местното училище.
В 1866 година мачуковският учител Христо Боженов предава на Стефан Веркович описание на Мъгленско от поп Ной от Лугунци.
В „Етнография на вилаетите Адрианопол, Монастир и Салоника“, издадена в Константинопол в 1878 година и отразяваща статистиката на населението от 1873 г., Мачиково (Matchikovo) е посочено като селище в каза Аврет Хисар (Кукуш) с 267 домакинства, като жителите му са 1248 българи.
В селото в 1895 – 1896 година е основан комитет на ВМОРО. Между 1896 и 1900 година селото преминава под върховенството на Българската екзархия.
Според статистиката на Васил Кънчов („Македония. Етнография и статистика“) в 1900 селото има 1300 жители българи.
След Илинденско-Преображенското въстание в 1904 година цялото село минава под върховенството на Българската екзархия. По данни на секретаря на Екзархията Димитър Мишев („La Macédoine et sa Population Chrétienne“) в 1905 година в Мачуково (Matchoukovo) има 1312 българи екзархисти и функционира българско училище.
При избухването на Балканската война в 1912 година 21 души от Мачуково са доброволци в Македоно-одринското опълчение.

### В Гърция
След Междусъюзническата война селото остава в Гърция. Част от местното му българско население се изселва в България. В рапорт от Солун през април 1914 година българският дипломат Сократ Тодоров пише:
| „ | Катадневно пристигат в Солун цели кервани бежанци от Кара Суле, Дъбово, Боймица, Куфалово и Мачуково. | “ |

В селото са настанени гърци бежанци. Боривое Милоевич пише в 1921 година („Южна Македония“), че Маучково има 200 къщи славяни християни. В 1928 година Мачуково е представено като смесено местно-бежанско село със 100 бежански семейства и 385 жители бежанци. В 1927 година селото е преименувано на Евзони.
| Име         | Име          | Ново име    | Ново име    | Описание                                                 |
| ----------- | ------------ | ----------- | ----------- | -------------------------------------------------------- |
| Трияска     | Τριάσκα      | Трипотамос  | Τριποταμος  | река                                                     |
| Греуш       | Γκρέους      | Вриси Грияс | Βρύση Γρηάς | извор                                                    |
| Тутлук      | Τουτλουκι    | Муриес      | Μουριές     | местност на СИ от Ореховица                              |
| Бела мандра | Μπέλα Μανδρί | Левкостани  | Λευκοστάνη  | местност на СИ от Баялци                                 |
| Дере чал    | Ντερετζιαλ   | Перасма     | Πέρασμα     | възвишение на СИ от Ересели и на ЮЗ от Чидемли (205,5 m) |
| Бара        | Μπάρα        | Авлаки      | Αύλάκι      | местност на Ю от Ересели                                 |
| Арджан      | Άρτζαν       | Плиромена   | Πληρωμένα   | местност на СЗ от Арджан                                 |

## Личности
Родени в Мачуково
- Александър Маташев, деец на ВМРО, безследно изчезнал като четник на Георги Хаджимитрев при Миравци през август 1924 г.[19]
- Александър Попташев (1898 - 2 октомври 1924), български революционер, деец на ВМРО[20]
- Атанас Динев (1916 – 1996), български футболист
- Атанас Николов Тодев (1874 – 1901), български учител и революционер, деец на ВМОРО, ръководител на революционния комитет в Богданци, секретар на Апостол Петков
- Вениамин Мачуковски (около 1847 – 1878), български просветен деец
- Георги Апостолов Кузманов (1874 - след 1943) македоно-одрински опълченец, служил в 3-та рота на 11-а сярска дружина, сражавал се при Балкан Тореси, Гюмюрджина, Мерхамли, Султан тепе, Емирица и Дулица; на 14 април 1943 година, като жител на Пловдив, подава молба за българска народна пенсия, която е одобрена и пенсията е отпусната от Министерския съвет на Царство България[21]
- Георги Дойчинов (Георгиос Дойцинис), гръцки андарт
- Георги М. Торбешов (или Тубешков), деец на ВМРО, загинал в сражение със сръбски части през юни[22] или на 24 юли или през август 1923 година при Дървош Струмишко[23]
- Гоно Понов (Гончо, 1870 – ?), четата на Аргир Манасиев, 14 воденска дружина[24]
- Гоно Хр. Зафиров (Гоне Замфиров, 1886 – ?), четата на Коста Христов Попето, 1 рота на 15 щипска дружина[25]
- Григор Христов (1880 – ?), четата на Лазар Делев[26]
- Димитър Поптомов (1866 – ?), български революционер
- Динка Мицов Пецев (? – 1903), български революционер, куриер на ВМОРО, убит през 1903 година в Мачуково[27]
- Дино Гонов (1881 – 1913), македоно-одрински опълченец, четата на Ичко Димитров, 1 на 13 кукушка дружина, загинал на 9 юли 1913 година[28]
- Дино Лазаров (1888 – ?), четата на Аргир Манасиев, 4 рота на 14 воденска дружина, Продоволствен транспорт на МОО[29]
- Зафо Йосифов Зафиров (? – 1905), български революционер, четник на ВМОРО, убит на 21 март 1903 година с Иванчо Карасулията[27]
- Зафир Христов Макаресов (? – 1907), български революционер
- Иван Ан. Чавдаров, български революционер от ВМОРО, четник на Лука Иванов[30]
- Илия Маказлиев (? – 1903), български революционер
- Кочо Георгиев (1881 – ?), четата на Коста Христов Попето[31]
- Лазар Поптодоров (? – 1903), български учител и революционер
- Лазо Трайков Гоцев (Георгиев), 1 рота на 15 щипска дружина[32]
- Леонид Янков (1878 – 1905), български революционер
- Миле Стаменов (? – 1913), Сборна партизанска рота на МОО, загинал на 2 юли 1913 година[33]
- Митко Савов Йосифов (? – 1903), български революционер, четник на ВМОРО, убит в боя при Клисурска Яворница на 24 август 1903 година[27]
- Мито Лазаров Ортаков (? – 1907), български революционер, четник на ВМОРО, загинал на 28 март 1907 година в Стояково[27]
- Мито Стоянов Думчев, български революционер, легален деец, а от 1901 година след Баялската афера и четник на ВМОРО[8][27]
- Михаил Кочов, български адвокат[34]
- Михаил Г. Москов (1898 – 1923), деец на ВМРО, четник на Иван Куюмджиев, загинал в сражение със сръбски части в Негорци, Гевгелийско, на 6 юли 1923 година[35]
- Мицо Динов (1861 или 1867 – ?), четата на Аргир Манасиев, 14 воденска дружина[36]
- Панде Карадоламо, български революционер, деец на ВМОРО, починал в България[27]
- Панде Маркудов (? – 1903), български революционер, четник на ВМОРО, убит в боя при Клисурска Яворница на 24 август 1903 година[27]
- Петър Лазаров, 2 рота на 3 солунска дружина[37]
- Петър Л. Янков (1886 – ?), 2 рота на 3 солунска дружина[38]
- Сава Михайлов (1877 – 1905), български революционер
- Симеон Хаджиянев (1868 – след 1943), български търговец и революционер
- Стамен Думчев (ок. 1800 – 1874), български свещеник и общественик, баща на видния български просветен деец Георги Стаменов
- Теофан Георгиев Икономов (1887 – ?), учител, четата на Коста Христов Попето, 1 рота на 15 щипска дружина, ранен на 6 юли 1913 година, носител на орден „За храброст“ IV степен[39]
- Теофан Гонев (1887 – ?), македоно-одрински опълченец, четата на Ичко Димитров[28]
- Тома Димитров (1867 – ?), Нестроева рота на 5 одринска дружина[40]
- Тома Христов Маркудов (? – 1913), Сборна партизанска рота на МОО, Нестроева рота на 14 воденска дружина, загинал при Занога, Петричко на 7 юли 1913 година[41]
- Тома Христов (1878 – ?), четата на Гоце Бърдаров, 3 рота на 14 воденска дружина[42]
- Томе Мицов Пецев (? – 1907), български революционер, четник на ВМОРО, загинал на 28 март 1907 година в Стояково[27]
- Филип Дервишев (1886 – ?), в 1905 година завършва с двадесетия випуск Солунската българска мъжка гимназия,[43] македоно-одрински опълченец, Инженерно-техническа част на МОО[44]
- Христо Г. Николов, 1 рота на 15 щипска дружина[45]
- Христо Дельов (1876 – сл. 1951), български революционер от Мачуково
- Христо Михайлов Йосифов, четник на ВМОРО, брат на Сава Михайлов[46]
- Христо Пецов (1884 – ?), четата на Аргир Манасиев, 4 рота на 3 солунска дружина[47]
- Христо Стайков Гелебешев, български революционер, деец на ВМОРО[8]
- Христо Танев (Танов, 1877 – ?), Солунски доброволчески отряд, 3 рота на 14 воденска дружина[48]
- Христо Фиров Тодев (? – 1903), български революционер, четник на ВМОРО, убит на 21 септември 1903 година в Балинци[27]
- Христо Я. Митрев (Митров), 1 рота на 15 щипска дружина[49]
- Христо Янков Лазаров, български революционер, легален деец, а от 1901 година след Баялската афера и четник на ВМОРО[8][27]
- Христо Янчев, български революционер, деец на ВМОРО[8]
- Христо Янков, български революционер от ВМОРО, четник на Аргир Манасиев[50]

Починали в Мачуково
- Колю Колев Дренков (? – 1913), български военен деец, подпоручик, загинал през Междусъюзническа война[51]
- Макавей Колев (? – 1918), български военен деец, подпоручик, загинал през Първата световна война[52]
- Михаил Сионидис (1870 – 1935), гъркомански андартски капитан
- Реймънд Фишер (1882 – 1916), британски офицер, македоно-одрински опълченец, нестроева рота на 6-та охридска дружина и щаб на 5-та одринска дружина[53]

## Други
На Мачуково е наречена улица в Гевгелийския квартал в София (Карта).